# Goire
Der Goire ist ein Fluss in Frankreich, der in der Region Nouvelle-Aquitaine verläuft. Er entspringt beim Weiler La Métairie,   im Gemeindegebiet von Brigueuil, entwässert in einem Bogen von Südwest nach Nordwest und mündet nach rund 29 Kilometern im Gemeindegebiet von Confolens als rechter Nebenfluss in die Vienne. Auf seinem Weg durchquert der Goire das Département Charente und bildet für etwa 800 Meter die Grenze zum benachbarten Département Haute-Vienne.

## Orte am Fluss
(Reihenfolge in Fließrichtung)
- Anveau, Gemeinde Brigueuil
- La Flaterie, Gemeinde Brigueuil
- La Bracherie, Gemeinde Saulgond
- Moulin de la Brunie, Gemeinde Chabrac
- Lésignac, Gemeinde Saint-Maurice-des-Lions
- Saint-Maurice-des-Lions
- Confolens

## Sehenswürdigkeiten
- Pont du Goire, mittelalterliche Brücke über den Fluss im Ortsgebiet von Confolens – Monument historique[4]